# Пертиле, Руджеро
Руджеро Пертиле (итал. Ruggero Pertile; род. 8 августа 1974 года) — итальянский легкоатлет, который специализируется в марафоне. На Олимпиаде 2008 года занял 15-е место с результатом 2:13.39. На Олимпийских играх 2012 года 10-е место с результатом 2:12.45.
Победитель Римского марафона 2004 года. Серебряный призёр Миланского марафона 2011 года с результатом 2:11.23.
На чемпионате мира 2011 года занял 11-е место.
Серебряный призёр Средиземноморских игр 2013 года в полумарафоне — 1:07.07.
На чемпионате мира 2015 года занял 4-е место (лучшее среди не африканцев) с результатом 2:14:23.